# Jim Kelly Peak
Der Jim Kelly Peak, auch Jim Kelly Mountain und Mount Jim Kelly genannt, ist ein 2107 m hoher Berg mit einer Schartenhöhe von 237 m im Südwesten der kanadischen Provinz British Columbia.

## Geographie
Jim Kelly Peak ist der inoffizielle Name des Berges. Er liegt 11 km südlich des Falls Lake und 20 km westlich von Tulameen. Der Berg liegt in der Bedded Range der nördlichen Canadian Cascades, nur 1 km von der Ostflanke des Coquihalla Mountain entfernt, einem höheren und stärker zerklüfteten Vulkan.

## Geologie
Der Berg ist ein Lavadom, bestehend aus Andesit. Zusammen mit dem Coquihalla Mountain bildet er einen Teil des stark erodierten Pemberton-Vulkangürtels, welcher den ältesten Teil des Canadian Cascade Arc bildet.